# José Machado Ruiz
José Machado Ruiz (Sevilla, 18 de octubre de 1879 – Santiago de Chile, 26 de diciembre de 1958) fue un pintor, dibujante y profesor español, hermano de Antonio y de Manuel Machado. Compartió con el poeta y su madre los últimos años de ambos, y fue el único miembro de la familia que los acompañó en el lecho de muerte en Colliure. Se exilió en Chile en 1940 y no regresó a España.

## Biografía
Heredero en el clan Machado de la afición pictórica de su abuela Cipriana, José inició su formación, como sus hermanos, en la Institución Libre de Enseñanza. Superado el bachiller, ingresó en la Escuela Superior de Bellas Artes de la Real Academia de San Fernando. Presentó sus primeras obras en una de las exposiciones generales de Madrid en la primera década del siglo xx, consiguiendo que su hermano Antonio posase para él como uno de los retratados en La partida de ajedrez (1907?). Hacia 1921 opositó a la cátedra de dibujo. En esa materia, fue profesor permanente en el Ministerio de Instrucción Pública y en la Residencia de Estudiantes. También fue copista en el Museo del Prado.
Colaborador en varios periódicos y revistas gráficas de la época, José se casó mediada la década de 1920 con Matea Monedero, de la que tuvo tres hijas: Eulalia, María y Carmen. Entre 1930 y 1931 –y posteriormente a partir de 1936–, convivieron con Antonio y su madre como recuerda una significativa foto hecha por Alfonso. Sin haberlo buscado, el estallido de la guerra civil española convertiría a José Machado en cronista de los últimos años de su hermano Antonio. Juntos saldrán de Madrid hacia Valencia, donde tras un breve periodo en la Casa de la Cultura, se instalan todos en la finca de Villa Amparo, confiscada por el Gobierno republicano, un chalet en la localidad de Rocafort. Allí viviría el poeta y la porción de su familia fiel a la República, desde noviembre de 1936 hasta abril de 1938, fecha en que fueron evacuados a Barcelona. En la Ciudad Condal ocuparon un destartalado palacete requisado por la Generalidad de Cataluña, Torre Castañer. El 22 de enero de 1939 los Machado salieron de Barcelona camino del exilio.
Sin desearlo, José Machado sería el minucioso cronista de los últimos días de su hermano Antonio (63 años) y de la madre de ambos, la ya anciana Ana Ruiz (84 años) que resistirá hasta el último aliento de su hijo poeta, falleciendo tres días después que él, para descansar juntos en el pequeño cementerio de la localidad francesa de Colliure, donde reposan sus restos desde entonces.
En la primavera de 1939, José y Matea se trasladaron a Meurville, donde tras reencontrarse con Joaquín Machado y su esposa Carmen López Coll, los dos hermanos republicanos de Antonio Machado emprenderían el viaje del destierro.
Ya iniciada la Segunda Guerra Mundial, y tras un azaroso crucero, José y Joaquín, llegaron con sus familias a Buenos Aires en 1940, integrados en el grupo de españoles embarcados en el Formosa, un barco fletado por el gobierno chileno, dentro del programa de gestión de ayuda al exilio republicano desarrollado por Pablo Neruda. Ambos hermanos se trasladaron a Santiago, donde las dos familias compartieron la misma vivienda, frente al Museo de Bellas Artes de Santiago. En la capital chilena, José continuó pintando y realizó varias exposiciones; mientras Joaquín, tipógrafo y periodista, colaboraba en el periódico republicano La Verdad de España. En los primeros días de junio de 1944, un incendio destruyó la casa donde viven las dos familias, perdiendo prácticamente todo lo que en ella tenían. Acogidos en casa del doctor Eduardo Carrasco Délano, sobrevivieron con la ayuda del poeta Arturo Serrano Plaja y varias colectas organizadas desde las páginas de La Verdad de España. Poco después se les cedió un casita rural en Peñaflor, cerca de Santiago, propiedad de la suegra de Carrasco, hasta que se trasladaron al número 526 de la calle Matucana, en la capital, en Quinta Normal.
José hizo algunas exposiciones, la primera en noviembre de 1947 en la Librería Península de Santiago, y una segunda en el Instituto Chileno Norteamericano de Cultura en octubre de 1948; y al año siguiente en la Sala del Banco de Chile. En todas ellas aparecen retratos de los hermanos Machado pintados de memoria, como el de Miguel de Unamuno, expuesto en 1950 en una nueva muestra en el Banco de Chile.
Joaquín murió en 1955 y José tres años después en los últimos días de 1958, a los 79 años de edad.

## Obra
Como pintor de los Machado y Ruiz, José dejó varios retratos de su madre, Ana Ruiz, y al menos un par de sus hermanos Manuel y Antonio.
También ilustró dos libros de Antonio, La guerra (1936-1937) (reseñado por María Zambrano como una «ofrenda de un poeta a su pueblo») y una reedición popular de La tierra de Alvargonzález y Canciones del Alto Duero, de 1938.
En el capítulo literario lo más valioso es la crónica biográfica recogida en Últimas soledades del poeta Antonio Machado, a partir del diario escrito en 1940, que tuvo una primera edición en ciclostil en 1957, y fue publicada en 1977.

## Memoria
En 2005 se organizó en Santiago de Chile una exposición con el título José y Joaquín, los otros Machado, que mostraba una reunión de objetos personales y recuerdos familiares guardados por Carmen y María, hijas de José, entre los que se encontraba el manuscrito del libro Últimas soledades del poeta Antonio Machado, referido relato que José hizo de los últimos años del poeta del Noventaiocho.